# Pseudosphegesthes brunnescens
Pseudosphegesthes brunnescens là một loài bọ cánh cứng trong họ Cerambycidae.